# Stenocercus festae
Stenocercus festae är en ödleart som beskrevs av  Mario Giacinto Peracca 1897. Stenocercus festae ingår i släktet Stenocercus och familjen Tropiduridae. IUCN kategoriserar arten globalt som sårbar. Inga underarter finns listade i Catalogue of Life.